# Юинг, Мария
Мария Луиза Юинг (англ. Maria Louise Ewing; 27 марта 1950 — 9 января 2022) — американская оперная и джазовая певица, сопрано и меццо-сопрано.

## Биография
Родилась 27 марта 1950 года в Детройте, штат Мичиган. Училась в Кливленде (штат Огайо) и Нью-Йорке.
Дебютировала в Метрополитен-опера в 1976 году в опере Моцарта «Женитьба Фигаро», исполнив партию Керубино.
Известна ролями Кармен в одноимённой опере Бизе, Дорабеллы в моцартовской «Так поступают все женщины», Саломеи в одноимённой опере Рихарда Штрауса, Мари в «Воццек», Дидоны в «Дидона и Эней» Пёрселла, Екатерины в «Леди Макбет Мценского уезда».
Европейский дебют Марии Юинг состоялся в миланском театре Ла Скала (Италия) в роли Мелизанды в опере Дебюсси «Пеллеас и Мелизанда».

### Семья
Дочь Марии от брака с английским театральным режиссёром Питером Холлом — Ребекка Холл. Брак Марии и Питера распался в 1990 году.

## Дискография
- «Свадьба Фигаро» (1976 год) роль Керубино. Режиссёр фильма Жан-Пьер Поннель[2].
- «Севильский цирюльник» (1982), Мария исполнила партию Розины[3].
- «Коронация Поппеи» Монтеверди (1984)[4][5]
- «Моцарт, Леонард Бернстайн: Реквием» (1989)
- «Кармен» (постановка Оперного театра Ковент-Гарден в 1989 году, переиздан на DVD в 2005)[6]
- «Ravel: Orchestral Works» (1991). Запись с Бирмингемским симфоническим оркестром[7].
- «Саломея» (1992)[8]
- «Пеллеас и Мелизанда» (Запись Венской государственной оперы; CD-аудио альбом, Deutsche Grammophon, 1992)[9]
- «Дидона и Эней» (1995), Мария исполнила партию Дидоны. Фильм снят к 300-летию со дня смерти Генри Пёрселла во дворце Хэмптон-Корт[10].
- «Simply Maria» (CD-аудио альбом, BBC, 1998)[11]
- аудиозапись «Леди Макбет Мценского уезда»[12][13]
- Andrea Chenier/Act I/Il giorno intorno già s’insera lentamente! (RCA Classics, 1999) Запись с Национальным филармоническим оркестром, при участии Ренаты Скотто. 1977 год, BMG Music[14]
- «Verdi: I vespri siciliani» (1999)[15]
- «Дон Жуан» Моцарта. Запись с Лондонским филармоническим оркестром (2006)[16]

## Интересные факты
- Критики и зрители отмечают не только великолепные вокальные данные Марии Юинг, но и её актёрскую игру[17].
- Во время постановки «Саломеи» в конце танца с покрывалами Мария на несколько секунд оставалась полностью обнажённой (обычно исполнительницы этой роли используют трико телесного цвета)[18].[значимость факта?]
- Мария Юинг исполняла джазовые композиции в лондонском джаз-клубе Ронни Скотта[19].
- Поэтесса Вера Павлова называла Марию Юинг «своим любимым оперным голосом»[20], наряду с Марией Каллас.